# Ніл Вілкінсон
Ніл Вілкінсон (англ. Neil Wilkinson; нар. 15 серпня 1967, Селкірк) — канадський хокеїст, що грав на позиції захисника.

## Ігрова кар'єра
Професійну хокейну кар'єру розпочав 1988 року.
1986 року був обраний на драфті НХЛ під 30-м загальним номером командою «Міннесота Норт-Старс».
Протягом професійної клубної ігрової кар'єри, що тривала 12 років, захищав кольори команд «Міннесота Норт-Старс», «Сан-Хосе Шаркс», «Чикаго Блекгокс», «Вінніпег Джетс» та «Піттсбург Пінгвінс».